# Neotetranychus rubi
Neotetranychus rubi är en spindeldjursart som beskrevs av Trägårdh 1915. Neotetranychus rubi ingår i släktet Neotetranychus och familjen Tetranychidae. Arten är reproducerande i Sverige. Inga underarter finns listade i Catalogue of Life.